# Endless Fantasy
Endless Fantasy é o segundo álbum de estúdio da banda estadunidense de chiptune Anamanaguchi. O álbum foi lançado em 14 de maio de 2013 nos Estados Unidos através da própria gravadora da banda, Dream.hax.  Foi lançado em 30 de setembro de 2013 no Reino Unido pela Alcopop! Records.
Em 3 de maio de 2013, Anamanaguchi forneceu um projeto Kickstarter para o álbum.  Em apenas 11 horas, sua meta de financiamento de 50 mil dólares foi alcançada. No final de sua execução, o projeto foi apoiado por 7.253 pessoas que contribuíram para levantar um total geral de 277.399 dólares, tornando-se o segundo projeto musical de maior sucesso financiado pelo Kickstarter na época, atrás apenas do da cantora Amanda Palmer.
Em 23 de maio de 2013, o álbum estreou em primeiro lugar na parada de álbuns Heatseekers da Billboard bem como no número dois na Dance/Electronic Albums.

## Listagem de faixas
Todas as canções foram escritas e compostas por Peter Berkman e Ary Warnaar, exceto onde indicado.
| N.º | Título                                             | Duração |  |
| 1.  | "Endless Fantasy"                                  | 5:58    |  |
| 2.  | "Japan Air" (com part. de m33sh)                   | 4:23    |  |
| 3.  | "Echobo"                                           | 3:13    |  |
| 4.  | "Planet"                                           | 4:19    |  |
| 5.  | "Viridian Genesis" (com part. de Eimear O'Donovan) | 3:02    |  |
| 6.  | "John Hughes"                                      | 3:26    |  |
| 7.  | "Prom Night" (com part. de Bianca Raquel)          | 3:48    |  |
| 8.  | "Interlude (Gymnopedie No. 1)" (Erik Satie)        | 1:09    |  |
| 9.  | "Akira"                                            | 3:31    |  |
| 10. | "SPF 420"                                          | 2:06    |  |
| 11. | "Interlude (Total Tea Time)" (Luke Silas)          | 0:59    |  |
| 12. | "Meow"                                             | 3:31    |  |
| 13. | "Canal Paradise"                                   | 4:34    |  |
| 14. | "Snow Angels"                                      | 4:38    |  |
| 15. | "In the Basement"                                  | 3:30    |  |
| 16. | "U n Me"                                           | 4:51    |  |
| 17. | "Space Wax America"                                | 3:48    |  |
| 18. | "Everything Explodes"                              | 2:43    |  |
| 19. | "Interlude (Still 'Sploding' Tho)"                 | 1:06    |  |
| 20. | "Pastel Flags"                                     | 3:21    |  |
| 21. | "Bosozoku GF"                                      | 4:48    |  |
| 22. | "(T-T)b"                                           | 3:35    |  |